# Luis Fernández
Luis Fernández (født 2. oktober 1959 i Tarifa, Spanien) er en spanskfødt fransk tidligere fodboldspiller og senere træner, der som forsvarer eller alternativt midtbanespiller på det franske landshold var med til at vinde guld ved EM i 1984 og bronze ved VM i 1986. Han deltog desuden ved VM i 1992. På klubplan var han tilknyttet Paris Saint-Germain, RC Paris og AS Cannes.
Fernández blev efter sit karrierestop træner, og har siden 1992 stået i spidsen for en lang række klubber, blandt andet sin gamle klub Paris Saint-Germain, og senere spanske RCD Espanyol og Real Betis.